# UFC on Fox: Gustafsson vs. Johnson
UFC on Fox: Gustafsson vs. Johnson, även känd som UFC on Fox 14, var en mixed martial arts-gala som organiserades av Ultimate Fighting Championship. Galan ägde rum den 24-25 januari 2015 i Tele2 Arena i Stockholm, Sverige. Huvudmatchen för galan var den mellan Alexander Gustafsson och Anthony Johnson som Johnson vann på teknisk knock out efter 2 minuter och 15 sekunder vilket betydde att Johnson kom att få gå titelmatch mot Jon Jones. Bonusar på 50 000$ delades ut till Anthony Johnson, Gegard Mousasi, Kenny Robertson och Makwan Amirkhani för kvällens prestationer.

## Bakgrund
Galan  var den fjärde som hölls i Sverige och den första i Sverige som inte hölls i Globen.  Galans huvudmatch var en lätt tungviktsmatch mellan Alexander Gustafsson och Anthony Johnson. UFC hade meddelat att vinnaren av denna match skulle få gå en titelmatch mot mästaren i lätt tungvikt, Jon Jones. Från början var det tänkt huvudmatchen skulle gå mellan Gustafsson och Rashad Evans. Den 5 november 2014 meddelade dock Evans att han inte skulle vara tillgänglig för match då han fortfarande skulle vara i en rehabiliteringsprocess.
Eftersom galan skulle sändas på bästa sändningstid i nordamerika så var huvudmatchen planerad att starta 03:00 lokal tid.
Alan Omer var tänkt att möta Mirsad Bektic på galan. Den 12 januari 2015 meddelade Omer att han inte skulle slåss på grund av en skada och ersattes istället av nykomlingen Paul Redmond.